# 晋控煤业
晋能控股山西煤业股份有限公司（前称大同煤业股份有限公司；上交所：601001，简称：晋控煤业）是一間中國上市煤炭公司。它是中華人民共和國第三大煤炭國有企業晋能控股煤业集团的子公司，主要從事煤炭產品的採掘、加工和銷售，相關業務包括機械製造及維修、鐵路運輸及維修等。

## 历史
大同煤業是由大同煤礦集團、中國中煤能源集團、秦皇島港務集團、中國華能集團、上海宝钢国际经济贸易、大同同鐵實業發展集團、煤炭科學研究總院、大同市地方煤炭集團，共八家發起人共同參與，在2001年7月25日成立。
大同煤業在2006年於上海證券交易所上市。
2011年10月28日晚，连续两年巨亏的漳泽电力(000767.SZ)资产重组方案揭晓，山西大同煤业(601001.SH)将通过向漳泽电力注入其四家电厂及两家煤矿，从而取代央企中电投成为漳泽电力的控股股东。
2020年12月1日晚间，大同煤业（601001.SH）、漳泽电力（000767.SZ）同时公告称，控股股东同煤集团于近日完成了公司名称变更，由“大同煤矿集团有限责任公司”变更为“晋能控股煤业集团有限公司”，并已完成工商变更登记手续，经营范围与法定代表人等均未发生变化同时，公告则提及，山西省委推动联合重组同煤集团、晋煤集团、晋能集团省属三户煤炭企业，同步整合潞安集团、华阳新材料科技集团相关资产和改革后的中国（太原）煤炭交易中心，于2020年10月组建成立了晋能控股集团。
2020年12月25日，该公司发布公告，宣布由“大同煤业”更名为“晋控煤业”，公司股票代码“601001”保持不变。公司中文名称已由“大同煤业股份有限公司”变更为“晋能控股山西煤业股份有限公司”。更名后，该公司于当月30日举行正式揭牌仪式。

## 主要股東
最後更新：2017年12月31日
1. 晋能控股煤业集团（57.46%）
2. 中央汇金 （1.91%）
3. 河北港口集团 （1.59%；前秦皇岛港务集团）

### 2006年
來源：
1. 大同煤礦集團 （90.89%）
2. 中國中煤能源集團 （3.14%）
3. 秦皇島港務集團 （2.51%）
4. 中國華能集團 （1.26%）
5. 上海宝钢国际经济贸易 （0.63%）
6. 大同同鐵實業發展集團 （0.63%）
7. 煤炭科學研究總院 （0.63%）
8. 大同市地方煤炭集團 （0.31%）

## 連結
- 官方网站